# Neuville-Ferrières
Neuville-Ferrières és un municipi francès situat al departament del Sena Marítim i a la regió de Normandia. L'any 2007 tenia 595 habitants.

## Demografia

### Població
El 2007 la població de fet de Neuville-Ferrières era de 595 persones. Hi havia 224 famílies de les quals 40 eren unipersonals (16 homes vivint sols i 24 dones vivint soles), 84 parelles sense fills, 84 parelles amb fills i 16 famílies monoparentals amb fills.
La població ha evolucionat segons el següent gràfic:
Habitants censats

### Habitatges
El 2007 hi havia 246 habitatges, 223 eren l'habitatge principal de la família, 16 eren segones residències i 7 estaven desocupats. 242 eren cases i 3 eren apartaments. Dels 223 habitatges principals, 164 estaven ocupats pels seus propietaris, 58 estaven llogats i ocupats pels llogaters i 1 estava cedit a títol gratuït; 3 tenien una cambra, 10 en tenien dues, 41 en tenien tres, 81 en tenien quatre i 89 en tenien cinc o més. 190 habitatges disposaven pel capbaix d'una plaça de pàrquing. A 97 habitatges hi havia un automòbil i a 101 n'hi havia dos o més.

### Piràmide de població
La piràmide de població per edats i sexe el 2009 era:
| Homes | Edats   | Dones |
| ----- | ------- | ----- |
| 0     | 95 o +  | 0     |
| 0     | 90 a 94 | 0     |
| 0     | 85 a 89 | 4     |
| 0     | 80 a 84 | 4     |
| 12    | 75 a 79 | 8     |
| 8     | 70 a 74 | 0     |
| 16    | 65 a 69 | 12    |
| 16    | 60 a 64 | 20    |
| 16    | 55 a 59 | 16    |
| 48    | 50 a 54 | 28    |
| 8     | 45 a 49 | 32    |
| 24    | 40 a 44 | 12    |
| 20    | 35 a 39 | 12    |
| 20    | 30 a 34 | 36    |
| 16    | 25 a 29 | 8     |
| 12    | 20 a 24 | 4     |
| 36    | 15 a 19 | 24    |
| 32    | 10 a 14 | 24    |
| 32    | 5 a 9   | 24    |
| 16    | 0 a 4   | 24    |

## Economia
El 2007 la població en edat de treballar era de 390 persones, 272 eren actives i 118 eren inactives. De les 272 persones actives 238 estaven ocupades (137 homes i 101 dones) i 34 estaven aturades (12 homes i 22 dones). De les 118 persones inactives 42 estaven jubilades, 39 estaven estudiant i 37 estaven classificades com a «altres inactius».

### Ingressos
El 2009 a Neuville-Ferrières hi havia 219 unitats fiscals que integraven 579 persones, la mediana anual d'ingressos fiscals per persona era de 17.138 €.

### Activitats econòmiques
Dels 20 establiments que hi havia el 2007, 3 eren d'empreses de construcció, 11 d'empreses de comerç i reparació d'automòbils, 1 d'una empresa d'hostatgeria i restauració, 1 d'una empresa financera, 2 d'empreses immobiliàries, 1 d'una empresa de serveis i 1 d'una empresa classificada com a «altres activitats de serveis».
Dels 6 establiments de servei als particulars que hi havia el 2009, 2 eren tallers de reparació d'automòbils i de material agrícola, 2 lampisteries, 1 empresa de construcció i 1 agència immobiliària.
Dels 6 establiments comercials que hi havia el 2009, 1 era un hipermercat, 2 grans superfícies de material de bricolatge, 1 una peixateria, 1 una llibreria i 1 una joieria.
L'any 2000 a Neuville-Ferrières hi havia 24 explotacions agrícoles que ocupaven un total de 994 hectàrees.

## Equipaments sanitaris i escolars
El 2009 hi havia una escola maternal integrada dins d'un grup escolar amb les comunes properes formant una escola dispersa.

## Poblacions més properes
El següent diagrama mostra les poblacions més properes.